# Моисей (Близнецов-Платонов)
Епископ Моисей (в миру Михаил Ильич Близнецов-Платонов; 20 октября 1770, село Темшилово-Покровское, Дмитровский уезд, Московская губерния — 10 января 1825) — епископ Русской православной церкви, епископ Нижегородский и Арзамасский. Духовный писатель.

## Биография
Родился 20 октября 1770 года в селе Темшилово-Покровское Дмитровского уезда Московской губернии в семье священника. С детских лет воспитывался при церкви, где пел и читал на клиросе.
В 1790 году пострижен в монашество.
В 1792 году окончил Троице-Сергиеву лаврскую духовную семинарию.
С 1795 года — префект Троице-Сергиевой духовной семинарии и соборный иеромонах.
С 1796 года — префект Московской Славяно-греко-латинской академии.
С 14 февраля 1800 года — настоятель Московского Златоустовского монастыря; 1 октября 1802 года переведен в Московский Богоявленский монастырь.
С 1804 года — ректор Московской Славяно-греко-латинской академии.
С февраля 1804 года — архимандрит Московского Заиконоспасского монастыря.
По воспоминаниям современников, любовь к наукам была спутницей жизни епископа Моисея.
25 марта 1808 года хиротонисан во епископа Пензенского и Саратовского.
13 декабря 1808 года награждён орденом Святой Анны 1-й степени.
28 мая 1811 года переведён на Нижегородскую кафедру.
Во все время 13-летнего управления Нижегородской епархией не упускал ни одного случая проповедать слова увещания, наставления, утешения. При всех трудах и попечениях о благе своей паствы, он лучшим временем своей жизни почитал то, которое проводил в размышлениях о духовных предметах. Для него тягостно было общество, и он искал тишины и уединения.
Украшала его благотворительность к бедным и неимущим; был он отцом сирых и беспомощных. Чужд был прихоти и изнеженности. Во всем любил соблюдать правду. Строгое соблюдение своих обязанностей он предпочитал родству, дружбе и собственной славе. Отличался снисходительностью ко всем низшим себя. Если кого огорчал, то старался скорее загладить огорчение. Слабости подчиненных прощал столько, сколько требовало того человеколюбие и долг врученной ему власти.
Скончался 10 января 1825 года. Погребен под папертью Троицкого собора Макариева Желтоводского Троицкого монастыря Нижегородской губернии.

## Публикации
- «В день всех скорбящих радости Бож. Матери», 1801 г.
- «О патриотизме», 1807 г.
- приветственное слово нижегородцам, 1812 г.